# Accord sur les revendications territoriales des Inuits du Nunavik
L'Accord sur les revendications territoriales des Inuits du Nunavik (ARTIN), entré en vigueur le 10 juillet 2007, porte sur l’utilisation et la propriété des terres et des ressources du Nunavut dans la Baie James, la Baie d'Hudson, le détroit d’Hudson et la Baie d'Ungava, ainsi que dans une partie du nord du Labrador et une zone au large du Labrador. L’Accord a été signé le 1er décembre 2006 par les gouvernements du Canada et du Nunavut et par la Société Makivik, une organisation qui représente environ 10 000 Inuits du Nunavik.
La région visée par le règlement avec les Inuits du Nunavik se compose de deux secteurs :
- la région marine du Nunavik, qui comprend les îles au large du Nunavut qui sont adjacentes au Québec ainsi que les eaux et les terres – y compris les glaces – qui les séparent;
- la partie du Labrador visée par le règlement des Inuits du Nunavik, qui couvre une zone au large du Labrador, de l’île de Killiniq au nord de Hebron et une partie continentale, dans le nord du Labrador, conforme aux frontières de la réserve de parc national des Monts-Torngat.

Les Inuits du Nunavik détiendront 80 % de la superficie totale des îles de la région marine du Nunavik, c’est-à-dire environ 5 300 km2, ainsi que les droits fonciers et tréfonciers sur ce territoire. De plus, une fraction de cette région, soit environ 400 km2, sera partagée avec les Cris d’Eeyou Istchee. Les terres des Inuits du Nunavik comprendront toutes les terres au-dessus de la laisse de haute mer ordinaire, ainsi que les mines et minéraux qui se trouvent sur ces terres ou dans le sous‑sol.